# حرب المحيط الهادئ (1879-1884)
الحرب في منطقة المحيط الهادئ (بالإسبانية: Guerra del Pacífico)‏ هو صراع عسكري وقع في أمريكا الجنوبية الغربية من عام 1879  إلى عام 1884, حيث حاربت تشيلي، وقاتلت ضد تحالف دفاعي من بوليفيا وبيرو. وتعرف أيضا باسم «حرب ملح الحجر»، الحرب ناجمة عن النزاعات حول السيطرة على الأراضي التي تتضمن ودائع كبيرة وغنية بالمعادن. البداية الدقيقة للحرب موضع خلاف بين المؤرخين، مع إسناد بعض المراسيم الرئاسية الصادر في بوليفيا دازا هيلاريون إعلانا للحرب، وآخرون ينسبون تشيلي أول دولة تعلن رسميا الحرب وغزو أراض أجنبية. في الأصل، وكان الصراع في النزاع بين تشيلي وبوليفيا على فرض ضريبة 10 سنتا على نترات أنتوفاجاستا وشركة السكك الحديدية، ولكن الجدل حول ملكية منطقة أتاكاما بين بوليفيا وشيلي، سبق ووضع أسس للعلاقات التاريخية السيئة لكلا البلدين.

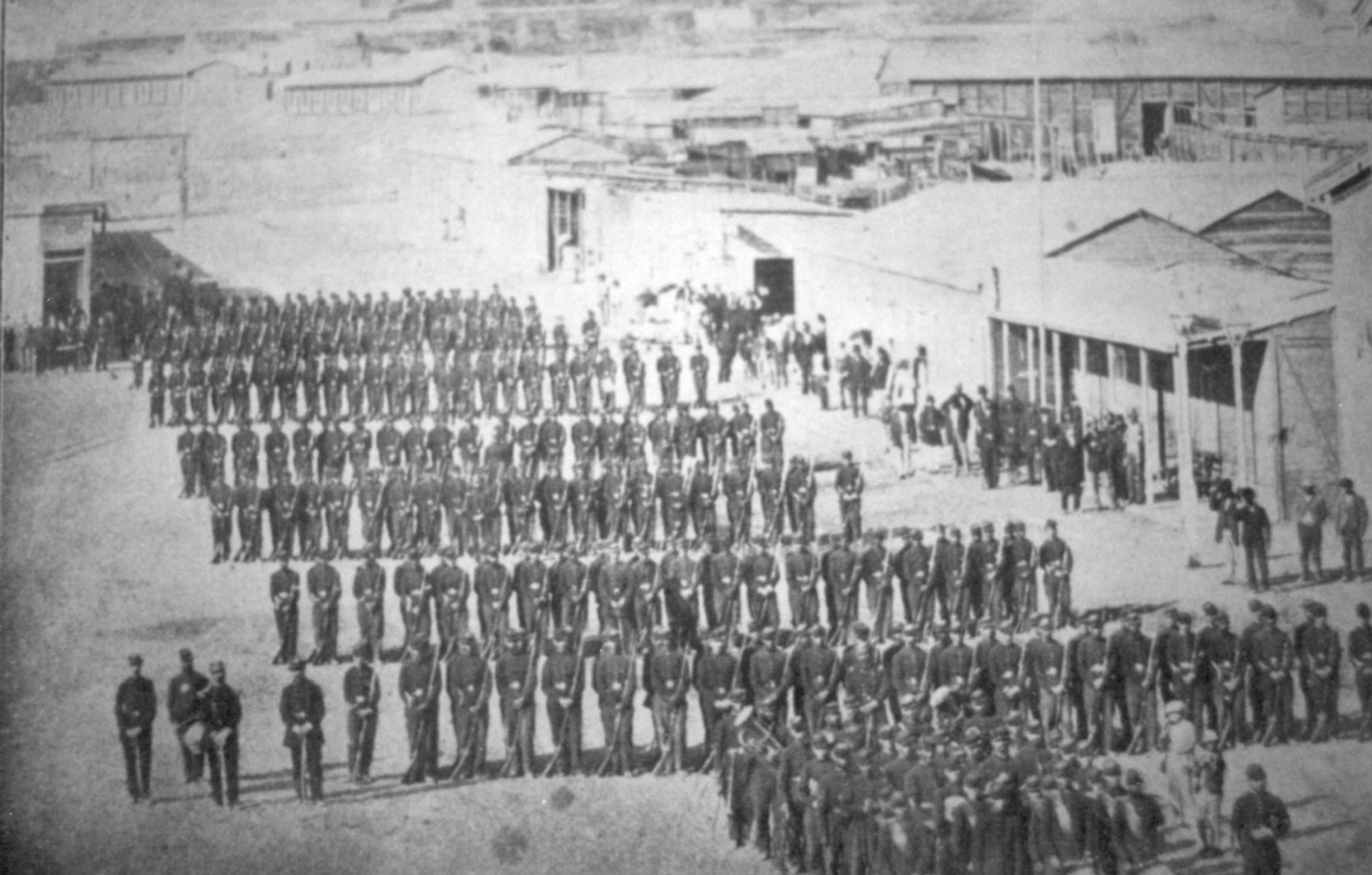
الجيش التشيلي اثناء اقتحامة ميناء أنتوفاجاستا

في عام 1879، انخرطت بيرو في هذه المسألة وسيطاً، في محاولة للمساعدة في حل سلمي للنزاع بين بوليفيا وتشيلي (على الرغم من القول بأن بيرو حاولت الصلح لبوليفيا على حساب تشيلي). ومع ذلك، في عام 1873 وقعت بوليفيا وبيرو تحالفا سريا للدفاع المشترك، والتي ينظر بعض المؤرخين إليها كهجومٍ على تشيلي، الذي كان من ربط قواتها العسكرية معا في الحالة اجتياح أراضيهما من دولة أخرى. وعندما غزت تشيلي مدينة أنتوفاجاستا البوليفية يوم 14 فبراير 1879، وهي مناورة عسكرية تم القيام بها من دون إعلان مسبق للحرب، لتفعيل تحالفها الدفاعي مع بيرو. أعلنت ومع ذلك، لم تكن الحرب معلنة رسميا من قبل أي من الجانبين وحتى تشيلي، والتي تلقت اعترافاً رسمياً من تحالف دفاعي سري من قبل الحكومة البيروفية، إندلعت الحرب يوم 5 أبريل من 1879، وردت بيرو في اليوم التالي بإعلان يبرر شن حرب، أو التنشيط، من معاهدة الحلف مع بوليفيا.
حاولت بيرو المنضمة إلى بوليفيا بموجب معاهدة التحالف السرية الخاصة بها لعام 1873، التوسط، لكن في 1 مارس 1879، أعلنت بوليفيا الحرب على تشيلي ودعت بيرو إلى تفعيل تحالفها، في حين طالبت تشيلي بيرو بالإعلان عن حيادها.
في 5 أبريل، بعد أن رفضت بيرو ذلك، أعلنت تشيلي الحرب على البلدين. في اليوم التالي، استجابت بيرو بالاعتراف بالكاسيد فوديريس (تفعيل التحالف).
يقول رونالد بروس سانت جون في نزاع بوليفيا - تشيلي - بيرو في صحراء أتاكاما:
«على الرغم من إثبات كون معاهدة 1873 وفرض ضريبة الـ 10 سنتافوس سببًا رئيسيًا للحرب، كانت هناك أسباب أعمق لاندلاع الحرب في عام 1879. فمن ناحية، كانت هناك قوة ومكانة واستقرار نسبي لتشيلي مقارنةً بالتدهور الاقتصادي والعراقيل السياسية التي تميزت بها كل من بيرو وبوليفيا بعد الاستقلال. ومن ناحية أخرى، كانت هناك منافسة مستمرة من أجل الهيمنة الاقتصادية والسياسية في المنطقة، والتي تعقدت بسبب الكراهية العميقة بين بيرو وتشيلي. في هذا الوسط، يضاف غموض الحدود بين الدول الثلاث، إلى جانب اكتشاف رواسب ذرق الطائر والنترات في المناطق المتنازع عليها، مما أنتج معضلةً دبلوماسيةً ذات أبعادٍ لا يمكن التغلب عليها».
بعد ذلك، تفوقت حملة تشيلي البرية على الجيشين البوليفي والبيروي. انسحبت بوليفيا بعد معركة تاكنا في 26 مايو 1880. احتلت القوات التشيلية ليما في يناير عام 1881. وشن بقايا الجيش البيروي وقواتٍ غير نظامية حرب عصابات لم تغير من نتائج الحرب. وقعت تشيلي وبيرو معاهدة أنكون في 20 أكتوبر، 1883. وقعت بوليفيا هدنة مع تشيلي في عام 1884.
استحوذت تشيلي على إقليم تاراباكا البيروفي، ومقاطعة ليتورال البوليفية المتنازع عليها (مما جعل بوليفيا بلدًا غيرَ ساحليٍ)، بالإضافة إلى السيطرة المؤقتة على مقاطعتي تاكنا وأريكا البيروية. في عام 1904، وقعت تشيلي وبوليفيا «معاهدة السلام والصداقة» التي تحدد حدودًا محددة. أعطت تسوية تانكا-اريكا عام 1929 أريكا إلى تشيلي وتانكا إلى بيرو.

## أصل التسميات
يُعرف النزاع أيضًا باسم حرب الملح، وحرب العشرة سنتات (في إشارة إلى ضريبة المائة سنتافو المثيرة للجدل التي فرضتها الحكومة البوليفية)، وحرب المحيط الهادئ الثانية. لا ينبغي الخلط بينها وبين حرب الملح في فترة ما قبل كولومبوس، فيما يعرف الآن بالمكسيك، ولا بـحرب العصابات الحاصلة في جزر تشينشا. حلّت الحرب إلى حد كبير (أو أقامت، اعتمادًا على وجهة نظر المرء) نزاع تاكنا أريكا، وأحيانًا ما تُعرف الحرب بهذا الاسم أيضًا، على الرغم من استغراق التفاصيل عقودًا لحلها.
وانو (الكلمة الأسبانية لذرق الطائر) هي كلمة من لغة الكيشوا للأسمدة. نترات البوتاسيوم (الملح الصخري العادي) ونترات الصوديوم (نترات الصوديوم في تشيلي) عبارة عن مركبات تحتوي على النيتروجين يشار إليها مجتمعة بالملح أو الملح الصخري أو الساليتر أو الكالسيات أو النترات. تُستخدم كسماد، لها استخدامات مهمة أخرى.
أتاكاما هي منطقة تشيلية جنوب صحراء أتاكاما، والتي تحتل نفس مكانة مقاطعة أنتوفاجاستا المتنازع عليها، والمعروفة في بوليفيا باسم ليتورال.

## خلفية
كان نزاع أتاكاما الحدودي بين بوليفيا وتشيلي بشأن السيادة على المناطق الساحلية بين الخطوط المتوازية 23 درجة جنوبًا و24 درجة جنوبًا أحد النزاعات الحدودية طويلة الأمد في أمريكا الجنوبية حيث حصلت هذه المنطقة على الاستقلال طوال القرن التاسع عشر، منذ ذلك الحين اتسمت الحدود بحالة عدم اليقين وفقًا لـ مبدأ الحدود الموروثة، وخاصة في المناطق النائية ذات الكثافة السكانية المنخفضة من الدول المستقلة حديثًا.
سمح المناخ الجاف لسواحل بيرو وبوليفيا بتراكم وحفظ كميات هائلة من رواسب ذرق الطائر عالية الجودة ونترات الصوديوم. في الأربعينيات من القرن التاسع عشر، عرف الأوروبيون قيمة ذرق الطائر والنترات في الأسمدة والأملاح في المتفجرات. أصبحت صحراء أتاكاما ذات أهمية اقتصادية. تقع بوليفيا وتشيلي وبيرو في المنطقة التي توجد بها أكبر احتياطيات لمورد طالب به العالم. خلال حرب جزر تشينشا (1864-1866)، حاولت إسبانيا، في عهد الملكة إيزابيلا الثانية، استغلال حادث تورط فيه مواطنون إسبان في بيرو لإعادة التأثير الأسباني على جزر تشينشا الغنية بذرق الطائر.
بدءًا من الاندفاع نحو الفضة لتشيلي في ثلاثينيات القرن التاسع عشر، اكتشف التشيليين صحراء أتاكاما وسكنوها. في نهاية المطاف سيطرت الشركات التشيلية والأجنبية في المنطقة على أعمال ملوحة بيرو.
في منطقة تاراباكا البيروفية، كان الشعب البيروفي أقلية تدعم كلًا من التشيليين والبوليفيين.

### معاهدة الحدود لعام 1866
تفاوضت بوليفيا وتشيلي حول معاهدة الحدود لعام 1866 (معاهدة المنافع المتبادلة). أنشأت المعاهدة الخطوط الجنوبية الموازية الرابعة والعشرين من ساحل المحيط الهادئ إلى الحدود الشرقية لتشيلي، واعتبرتها الحدود المشتركة بينهما. اتفق البلدان على تقاسم عائدات الضرائب من صادرات المعادن من المنطقة الواقعة بين 23 و 25 الموازية للجنوب. تسبب تحصيل الضرائب ثنائي الطرف في عدم الرضا، ولم تدم المعاهدة سوى 8 سنوات.

### التحالف السري
في فبراير 1873، وقعت بيرو وبوليفيا معاهدة تحالف ضد تشيلي. أبقي البند الأخير سرًا طالما أن كلا الطرفين اعتبرا أن نشره غير ضروري؛ كُشف عنه في عام 1879.
دعيت الأرجنتين سرًا، المتورطة في نزاع طويل الأمد مع تشيلي حول مضيق ماجلان وباتاغونيا، للانضمام إلى الاتفاق، وفي سبتمبر 1873 وافق مجلس النواب الأرجنتيني على المعاهدة ووضع 6,000,000 دولار استعدادا للحرب، في النهاية، لم تتفق الأرجنتين وبوليفيا على أراضي تاريا وتشاكو، وكانت الأرجنتين تخشى من محور تشيلي-البرازيل. أوقف مجلس الشيوخ الأرجنتيني الاتفافية ورفض الموافقة في وقت لاحق، ولكن في 1875 و 1877، بعد اندلاع النزاعات الحدودية مع تشيلي من جديد، سعت الأرجنتين للانضمام إلى المعاهدة. في بداية الحرب، في محاولة متجددة، عرضت بيرو على الأرجنتين الأراضي التشيلية من 24 درجة إلى 27 درجة إذا التزمت الأرجنتين بالمعاهدة وخاضت الحرب.
يتفق المؤرخون بمن فيهم ج. بولنيس، باسادر، ويريجوين على أن النية الحقيقية للمعاهدة كانت إجبار تشيلي على تعديل حدودها وفقًا للمصالح الجغرافية السياسية للأرجنتين وبيرو وبوليفيا، لأن تشيلي كانت ضعيفة عسكريًا، أي قبل وصول السفن الحديدية التشيلية كوكران وبلانكو إنكالادا.
لم تُبَلَغ تشيلي بالميثاق، ولكنها علمت به أولًا بشكل سريع من خلال تسريب من الكونغرس الأرجنتيني في سبتمبر 1873، عندما ناقش مجلس الشيوخ الأرجنتيني الدعوة للانضمام إلى تحالف بيرو-بوليفيا. صرح الوسيط البيروفي أنطونيو دي لافال في مذكراته بأنه لم يعلم بذلك حتى مارس 1879، ولم يُبلغ هيلاريون دازا إلا بالاتفاق في ديسمبر 1878.
يذكر المؤرخ البايروفي باسادر أن أحد أسباب بيرو للتوقيع على المعاهدة هو إعاقة تحالف تشيلي وبوليفيا ضد بيرو الذي كان من شأنه أن يعطي بوليفيا منطقة أريكا (الغالبية العظمى من التجارة البوليفية مرت عبر موانئ أريكا البيروفية قبل الحرب) ونقل منطقة أنتوفاجاستا إلى تشيلي. قدمت هذه العروض التشيلية لبوليفيا، لتغيير ولائها، عدة مرات حتى أثناء الحرب وأيضًا من الجانب البوليفي ست مرات على الأقل.
في 26 ديسمبر 1874، وصلت سفينة كوكرين التي بُنيت حديثًا إلى فالبارايسو؛ بقيت في تشيلي حتى الانتهاء من سفينة بلانكو انكالدا. ألقت هذه السفن المصفحة ميزان القوى جنوب المحيط الهادئ باتجاه تشيلي.
يختلف المؤرخون حول كيفية تفسير المعاهدة. يفسرها بعض المؤرخين في بيرو وبوليفيا على أنها حقة، دفاعية، ظرفية، وعرفت بها تشيلي منذ البداية.
على الجانب الآخر يرى بعض المؤرخين التشيليين المعاهدة على أنها عدوانية ضد تشيلي، وكانت سببًا للحرب، تهدف إلى السيطرة بيرو على الأراضي الملحية البوليفية وكانت مخفية من تشيلي. لا تزال أسباب سرية المعاهدة ودعوة الأرجنتين للانضمام إلى الاتفاق ورفض بيرو الإبقاء على الحياد موضعًا للنقاش.

## أسباب الحرب
يفترض المؤرخ الأمريكي ويليام إف سيتر عدة أسباب محتملة ومنسجمة لاندلاع الحرب. ويعتبر أن أسباب نشوبها محلية، واقتصادية، وجيوسياسية. يوافق العديد من الكتاب سيتر، إنما يخالفه آخرون في بعض حججه.
يرى بعض المؤرخين أن تشيلي قد أنهكتها الأزمة الاقتصادية في سبعينيات القرن التاسع عشر، ولذلك راحت تبحث عن بدائل لصادراتها من الفضة، والنحاس، والقمح. وذهب البعض الآخر إلى أن الوضع الاقتصادي واعتبار استخراج النترات سيحقق الثروة الجديدة، هما المحفزان الحقيقيان للنخبة التشيلية لخوض الحرب ضد بيرو وبوليفيا. ووفقًا لما ذكره سيتر، دفع مالك شركات النترات التشيلية الرئيس التشيلي أنيبال بينتو دفعًا لإعلان الحرب بهدف حماية مالك شركة دي ساليتريز ي فيروكاريلي دي أنتوفاغاستا أولًا ثم الاستيلاء على مخزون الملح الصخري في بوليفيا وبيرو. كان العديد من أعضاء الحكومة التشيلية مالكي أسهم في شركة دي ساليتريز ي فيروكاريلي دي أنتوفاغاستا، ويُعتقد أنهم دفعوا لإحدى صحف البلاد لترويج موقفهم.
إلا أن المؤرخ الأمريكي ديفيد هيلي يرفض هذه الفرضية، ويصف فريدريك بي بايك ذلك الادعاء بأنه «غير منطقي». بلغ التطور الاقتصادي الذي رافق الحرب وأعقبها درجةً لافتةً دفعت الكتاب الماركسيين للاعتقاد أنه لديهم مبرر لزعمهم أن المغامرة العسكرية الكبيرة التي خاضتها تشيلي قد ابتدأها الرأسماليون الانتهازيون لإخراج بلادهم من الركود التجاري الذي بدأ في العام 1878 نظرًا لتوفير الحرب لتشيلي الوسائل الاقتصادية لبلوغ مرحلة اقتصادية أعلى. يعتبر سيتر أن هذا التفسير لا يأخذ بالحسبان بعض الحقائق الرئيسية.
كان المستثمرون التشيليون في بوليفيا محقّون في تخوّفهم من لجوء الديكتاتور البوليفي، دازا، إلى استخدام الحرب ذريعةً لمصادرة استثماراتهم. من بين أولئك كان ميلتشور دي كونتشي تورو رئيس مجلس نواب تشيلي ذي السطوة السياسية، وهيرونيمو أورمينيتا، ولورينزو كلارو التشيلي مؤسس بنك بوليفيا والعضو البارز في الحزب الوطني. زعمت إحدى الصحف في سانتياغو أن ميلتشور دي كونتشي تورو قد عرض على الرئيس بينتو 2,000,000 بيزو تشيلي لإنهاء الصراع والعودة إلى حدود العام 1874. كتب دبليو سيتر قائلًا: «بمعنى آخر، عارضت العديد من مجموعات المصالح الوازنة مساعدةَ شركة الساليتر، مثلما وُجد أولئك الذين سعوا إلى مساعدة الشركة». في مقابل ذلك، يعترض بي فاركاو على هذا الرأي، قائلًا: «من جهة أخرى، فإن الحالة المزرية للقوات المسلحة التشيلية عند اندلاع الحرب، كما سنناقش في الفصل التالي، لا تدعم نظرية العدوان المتعمّد مع سبق الإصرار. «
يستشهد سيتر بعدة مصادر تشير إلى أن الدوافع الحقيقية للصراع لم تكن اقتصادية، بل جيوسياسية، وتمثلت في كونها صراعًا للسيطرة على الجزء الجنوبي الشرقي من المحيط الهادئ. ففي العام 1836، حاولت الحكومة البيروفية احتكار الحركة التجارية في جنوب المحيط الهادئ عبر مكافأة السفن التي أبحرت مباشرة إلى كاياو، على حساب فالبارايسو. وسعت بيرو إلى إفشال الاتفاقية المبرمة بين إسبانيا وتشيلي لتحرير سفنها الحربية المبنية حديثًا والمحظورة في بريطانيا خلال حرب جزر تشينتشا. يستشهد سيتر بالسفير الألماني في تشيلي والذي رأى بأن الحرب مع بيرو وبوليفيا «كانت ستندلع عاجلًا أم آجلًا، تحت أي ذريعة». واعتبر أن بوليفيا وبيرو قد شعرتا «بحسد مرير» ضد تشيلي وتقدمها المادي وحُسن إدارتها. يقول فريدريك بي بايك: «يتمثل السبب الرئيسي لنشوب الأعمال الحربية في تزايد قوة تشيلي ومكانتها واستقرارها الاقتصادي والسياسي من جهة، وضعف بوليفيا وتردّي وضعها السياسي والاقتصادي من جهة أخرى. ...وهكذا أصبحت الحرب –وعواقبها– أمرًا محتومًا مثل نزاع 1846—1848 بين الولايات المتحدة والمكسيك. وفي كِلتا الحالتين، تعرضت أمة ذات حكومةٍ صالحة نسبيًا، وحيوية، ومتنامية اقتصاديًا تعرضت لإغراء لا يقاوم لاحتلال مناطق مجاورة اتّسمت بالتخلف، وسوء الحكم، والكثافة القليلة».
وذكر سيتر سببًا آخر للحرب، وهو رغبة بيرو في احتكار استثمار النترات والاستيلاء عليها لتعزيز احتكارها للنترات، وهو ما استلزم سيطرة بيرو على مخزونات الملح الصخري البوليفية والتشيلية. على الرغم من كون تشيلي في وضع لا تُحسد عليه في سبعينيات القرن التاسع عشر، فقد كانت حالة بيرو أسوأ بكثير. لم تكن سبعينيات القرن التاسع عشر بالنسبة لاقتصاد بيرو سوى «عقد من الأزمات والتغيير». ارتفعت نسبة استخراج النترات في حين انخفضت صادرات سماد الفوسفات، الذي كان مصدر الإيرادات الضخمة لبيرو، من 575,000 طن في العام 1869 إلى أقل من 350,000 طن في العام 1873، وبلغت جزر تشينشا وغيرها من جزر غوانو درجة النفاد أو شارفت عليها.
في كتابه تاريخ الوجود البريطاني في تشيلي، كتب ويليام إدموندسون: «كان لبيرو أسبابها الخاصة للانخراط في الصراع. ويرى روري ميلر (1993) أن استنفاد موارد سماد الفوسفات وسوء إدارة الاقتصاد في بيرو قد تسبب في أزمة. وأدى ذلك إلى عجز بيرو عن سداد ديونها الخارجية في العام 1876 .... وفي ذلك العام [1875] قررت الحكومة البيروفية الحصول على قرض بقيمة سبعة ملايين جنيه، خُصصت أربعة ملايين جنيه منها لشراء شركات استخراج الملح الصخري المملوكة للقطاع الخاص. وتخلفت بيرو عن سداد دينها مرة أخرى في العام 1877.»
بُغية زيادة عائدات سماد الفوسفات، أنشأت بيرو نظامًا احتكاريًا لتجارة النترات في العام 1875. وهدفت بذلك إلى زيادة الأسعار وتقليل الصادرات، وعرقلة المنافسة، لكن معظم شركات النترات الكبيرة عارضت احتكار مبيعات النترات. وعند فشل الشركات في مسعاها، بدأت بيرو في العام 1876 بنزع الملكية عن الشركات المنتجة للنترات، وشراء امتيازات النترات مثل امتياز هنري ميجز في بوليفيا («توكو»، جنوب نهر لوا). ومع ذلك، كانت شركة دي ساليتريز ي فيروكاريلي دي أنتوفاغاستا باهظةً لدرجة لا يُمكن شراؤها. وذكر المؤرخ البيروفي أليهاندرو رييس أنه توجبت السيطرة على شركات الساليتر البوليفية، مما أدى إلى تدويل الصراع، لكونها ملكية للتجار التشيليين والأوروبيين. نظرًا لأنه كان من المقرر بيع الشركة التشيلية بالمزاد العلني في 14 فبراير 1879، في أنتوفاغاستا، فقد بات واضحًا أن القنصل البيروفي سيكون الطرف صاحب أعلى سعر.